# 中国驻哥伦比亚大使馆
中华人民共和国驻哥伦比亚共和国大使馆（西班牙語：Embajada de la República Popular China en la República de Colombia），简称中国驻哥伦比亚大使馆，是中华人民共和国驻哥伦比亚的外交代表机构。

## 机构设置
中国驻哥伦比亚大使馆设置下列机构：
- 政治处
- 领侨处
- 武官处
- 经商处
- 文化处
- 办公室